# Георги Велчев (политик)
 Тази статия е за политика.  За художника вижте Георги Велчев.  
Георги Велчев е роден е около 1850 г. в Болград, Бесарабия. Син на търговеца Петър Велчев, който е член на Попечителния съвет на Централното училище в Болград. Завършва Болградската гимназия през 1866 г. Продължава образованието си в Букурещ, Париж, в специалното училище по гражданско строителство в Гент, Белгия и в инженерната школа в Прага като стипендиант на Болградската гимназия. През 1876 г. става преподавател по математика и физика в Болградската гимназия. Владее френски, немски, румънски, гръцки, руски и латински. Пристига в България по време на Руско-турската война с руската армия.
След избирането на Велико Христов за кмет на Варна на неговото място като председател на Варненския окръжен съдебен съвет на 24 ноември 1878 г. е назначен Георги Велчев. Като такъв участва „по право“ (или „по звание“) в Учредителното събрание в Търново през 1879 г. Либерал по убеждения. Не подписва Търновската конституция. Няма негова снимка на таблото с депутати в Учредителното събрание.
От 15 септември 1879 г. до 20 март 1882 г. е прокурор при Варненския окръжен съд. През 1882 г. се установява в Силистра и става Председател на Силистренския окръжен съд.
Избран е за депутат в Третото Велико народно събрание, което заседава от 19 октомври 1886 г. до 3 август 1887 г.